# Coupe de France de rugby à XV 1998-1999
Navigation
Coupe de France Yves-du-Manoir 1997-1998 Coupe de France Yves-du-Manoir 1999-2000
L'édition 1998-1999 de la Coupe de France est la 3e édition des 4 disputées de 1997 à 2000 de la Coupe de France Yves-du-Manoir et est remportée par le Stade français CASG.

## Tableau final
Les 5 clubs qui disputent la coupe d'Europe (Stade français CASG, Perpignan, le Stade toulousain, Colomiers et Bègles-Bordeaux) sont directement qualifiés pour les quarts de finale.

### Quarts de finale
| 1999 | Stade français CASG | 34 - 25 | USA Perpignan |  |
| 1999 |                     |         |               |  |
| 1999 |                     |         |               |  |

| 1999 | Section paloise | 21 - 13 | Castres olympique |  |
| 1999 |                 |         |                   |  |
| 1999 |                 |         |                   |  |

| 1999 | CS Bourgoin-Jallieu | 44 - 6 | AS Montferrand |  |
| 1999 |                     |        |                |  |
| 1999 |                     |        |                |  |

| 1999 | CA Bègles-Bordeaux | 40 - 15 | US Colomiers |  |
| 1999 |                    |         |              |  |
| 1999 |                    |         |              |  |

### Demi-finales
| 1999 | Stade français CASG | 25 - 6 | Section paloise |  |
| 1999 |                     |        |                 |  |
| 1999 |                     |        |                 |  |

| 1999 | CS Bourgoin-Jallieu | 28 - 20 | CA Bègles-Bordeaux |  |
| 1999 |                     |         |                    |  |
| 1999 |                     |         |                    |  |

## Finale
| 5 juin 1999 | Stade français CASG | 27 - 19 (14 - 13) | CS Bourgoin-Jallieu | Stade Geoffroy-Guichard, Saint-Étienne 22,000 spectateurs Arbitre : M. Pérez |
| 5 juin 1999 | Essai(s) : 2 essais de Juillet et Laussucq Transformation(s) : 1 transformation de Domínguez Pénalité(s) : 4 pénalités de Domínguez Drop(s) : 1 drop de Domínguez Carton(s) jaune(s) : Comba (66e) |                   | Essai(s) : 1 essai de McLaren Transformation(s) : 1 transformation de McKenzie Pénalité(s) : 3 pénalités de McKenzie Drop(s) : 1 drop de McKenzie Carton(s) jaune(s) : Peyron (80e) | Stade Geoffroy-Guichard, Saint-Étienne 22,000 spectateurs Arbitre : M. Pérez |
| 5 juin 1999 | |                   | | Stade Geoffroy-Guichard, Saint-Étienne 22,000 spectateurs Arbitre : M. Pérez |

| Stade français CASG Titulaires Viars 15 Dominici 14 Comba 13 Lombard 12 Gomes 11 Domínguez 10 Laussucq 9 Juillet 8 Pool-Jones 7 Moni 6 Auradou 5 Chaffardon 4 de Villiers 3 L. Pedrosa 2 Simon 1 Remplaçants Georges Gimbert Moscato X X |  |  |  | CS Bourgoin-Jallieu Titulaires 15 Péclier 14 Leflamand 13 McLaren 12 Glas 11 Tuni 10 M. McKenzie 9 L. Balue 8 Raschi 7 Tordo 6 Chazalet 5 Nallet 4 Cécillon 3 Magellan 2 Martin-Culet 1 Milloud Remplaçants Boyet L. Giolitti Frier Daudé Peyron Ph. Vessiller |